# Rudi Molotnikov
Rudi Allan-Molotnikov (* 23. Mai 2006 in Edinburgh) ist ein schottischer Fußballspieler, der bei Hibernian Edinburgh in der Scottish Premiership unter Vertrag steht.

## Karriere

### Verein
Rudi Molotnikov begann seine Karriere in den Jugendmannschaften der Loanhead Miners und des FC Lochend, bevor er 2016 im Alter von 10 Jahren zu Hibernian Edinburgh kam. Der defensive Mittelfeldspieler durchlief alle Altersklassen der Akademie, bevor er im Sommer 2022 seinen ersten Profivertrag beim Verein unterzeichnete. Die Saison 2022/23 war ein wichtiger Meilenstein in Molotnikovs Entwicklung, da er sich als Schlüsselspieler im U19-Kader der UEFA Youth League etablierte. Molotnikov erzielte den Siegtreffer gegen den FC Nantes in der zweiten Runde und kam in allen fünf Europapokalspielen für die U19-Mannschaft von Hibernian zum Einsatz. Er reiste mit der ersten Mannschaft von Hibernian im Juli 2023 zu ihrem Sommertrainingslager nach Spanien, und spielte während der Vorbereitung in einigen Testspielen. Er stand am 27. Juli 2023 in der Conference League gegen Inter Club d’Escaldes erstmals im Kader der ersten Mannschaft. Im August 2023 unterzeichnete der 17-Jährige einen neuen Dreijahresvertrag mit dem Verein. Am 31. August 2023 gab er sein Profidebüt für die „Hibs“, als er in der zweiten Halbzeit gegen Aston Villa im Europapokal für Josh Campbell eingewechselt wurde. Vier Monate später, am 3. Dezember 2023 gab Molotnikov sein Debüt in der Scottish Premiership bei einem 2:0-Heimsieg gegen den FC Aberdeen, als er für Jair Tavares eingewechselt wurde. Nach zwei weiteren Ligaeinsätzen im Dezember 2023 und Januar 2024 als Einwechselspieler gegen Celtic Glasgow und Motherwell, stand er in der 4. Runde des schottischen Pokals gegen den Viertligisten Forfar Athletic am 20. Januar 2024 in der Startelf. Ende Februar wurde Molotnikov für den Rest der Saison 2023/24 an den schottischen Drittligisten Stirling Albion verliehen.

### Nationalmannschaft
Rudi Molotnikov debütierte im Oktober 2022 in der schottischen U17-Nationalmannschaft gegen Malta. Dabei gelang ihm sein erstes Tor im Trikot von Schottland, als er das Führungstor beim 6:0-Sieg erzielte. Mit der Mannschaft nahm er 2022 an der U-17-Europameisterschaft in Israel teil. 
Am 6. September 2023 debütierte Molotnikov in der U19 gegen Belgien.